# Jim Cummings
James Jonah "Jim" Cummings, född 3 november 1952 i Youngstown i Ohio, är en amerikansk (cajunsk) röstskådespelare vars röst har hörts i hundratals filmer, TV-serier och datorspel. Han har medverkat i flera Disneyproduktioner. Han är inte släkt med Brian Cummings.

## Karriär
Jim Cummings har sysslat med ett flertal olika arbeten såsom sångare och dörrförsäljare. I mitten av 1980-talet började han med röstskådespeleri i och med en roll i filmen Dumbo's Circus. Därefter har han fortsatt dubba karaktärer i olika tecknade TV-serier såsom Luftens hjältar, Piff och Puff – Räddningspatrullen, Darkwing Duck och Familjen Addams. Han har gjort röst till olika karaktärer inom animerade filmer såsom Aladdin, Lejonkungen, Pocahontas, Ringaren i Notre Dame, Bee Movie och Prinsessan och grodan. Cummings har också gjort röst till olika datorspel, bland annat som Minsc i Baldur's Gate och Baldur's Gate II: Shadows of Amn och gör ett flertal röster i spelserien Kingdom Hearts. Han har även gjort rösten till Nalle Puh och Tiger i Nalle Puh-filmerna, samt Petter i Musse Piggs olika framträdanden.

## Filmografi

### Roller inom TV-serier
- 101 Dalmatinerna – Colonel, Mayor Ed Pig, Jasper
- Adventures in Odyssey – Larry Walker, King Lawrence
- Adventures from the Book of Virtues – Aristotle
- Adventures of Sonic the Hedgehog- Robotnik, Scratch
- Aladdin – Razoul
- Animalia – Dagmont Dragon
- Animaniacs – Berättaren, olika roller
- The Batman – Temblor
- Batman: The Animated Series – Tygrus
- Bonkers – Bonkers D. Bobcat, Lucky Piquel samt andra roller
- Boken om Nalle Puh – Nalle Puh, Tiger
- Bumbibjörnarna – Benhard Bumbi, Chummi Gummi
- Bump in the Night – Mister Bumpy, Destructo, Closet Monster
- Buzz Lightyear, rymdjägare – Senator Aarrfvox
- Byrackorna – Super Secret Secret Squirrel's Morroco Mole
- Captain Planet and the Planeteers – Sly Sludge (Hanna-Barbera episodes)
- Cartoon All-Stars to the Rescue – Nalle Puh, Tiger
- ChalkZone – Skrawl
- Chowder – Alligator
- Cro – Phil, Ogg, Murray
- Curious George – Chef Pisghetti; Jumpy Squirrel; Mister Quint
- Cyberchase – Mr. Zero ("A World Without Zero")
- Darkwing Duck – Drake Mallard/Darkwing Duck, DarkWarrior Duck, NegaDuck, Warden Waddlesworth, Herb Muddlefoot, Professor Moliarty
- Den lilla sjöjungfrun – Ebb the Male Crocodile
- Dexters laboratorium – Red-Eye
- Dink, The Little Dinosaur - Tubble, Fleetfoot
- Duckman – Big Jack Mcbastard
- Ducktales – El Capitan
- Earthworm Jim – Psycrow, Bob the Killer Goldfish, olika röster
- Ersättarna – Olika röster
- Fairly Odd Parents – Olika röster
- Familjen Addams – Lurch, Fingers
- Fanboy och Chum Chum - Professor Flan
- Freakazoid – Senator Janos Ivnovels
- Gargoyles – Dingo, olika röster
- God jul, Madagaskar - Ledarrenen
- Grymma sagor med Billy & Mandy – Nasalmancer, Biker, olika röster
- The Hot Rod Dogs and Cool Car Cats – Scarhood.
- Hos Musse – Petter, Björnen Humphrey, Kung Louie, Zeke Varg, Censor Monkeys, Hyenorna (Shenzi, Banzai och Flin), Tiger, Nalle Puh, Gorilla, Kaa, Razoul, Tiki Masks, Weasels, Zeke, Filurkatten, Roquefort, Mister Stork, Jasper, Överste Hathi, Cyril Proudbottom, Otto, Shun Gun, Boomer, Porcupine, Sexton Mouse, Deacon Owl, Gideon, Colonel, Flower, Sir Ector, Kung Duke, Kloker
- Invasion America – Major Lomack
- Iron Man – MODOK, Whirlwind, Dreadknight, Backlash, President Bill Clinton.
- Jackie Chan Adventures – Hak Foo (Season 1)
- Jimmy Neutron – Mayor Quadar, Ultra Lord, Cap'n Betty, Atilla The Hun
- Katthund - Katt
- King of the Hill – C. Everett Koop, Pops Papacito, Mark McJimsey, Salesman, Bounty Hunter, Jimmy Helstrom
- Kodnamn Grannungarna – Vin Moosk
- Ko och Kyckling – Olika röster
- Kurage, den hariga hunden – Den Store Fusilli
- Legenden om Tarzan – Tantor, Merkus
- Lilla Djungelboken – Kaa, Fred, Jed
- The Little Engine That Could – Billy Threeclaws
- The Looney Tunes Show – Tasmanian Devil
- Luftens hjältar – Don Karnage, Louie, Trader Moe, Covington
- Långbens galna gäng – Petter
- Marsupilami – Maurice, Norman
- Masken – Doyle, Kablamus, Olika roller
- Musses klubbhus – Petter, Björnen Humphrey, Groda, Sparky, Clyde
- Musses verkstad – Petter, Björnen Humphrey
- Mina vänner Tiger & Puh – Nalle Puh, Tiger, Bäver
- Nya äventyr med Nalle Puh – Nalle Puh, Tiger
- Ozzy & Drix – Chief Gluteus
- Pingvinerna från Madagaskar – Ridiculously Deep and Chrome Claw
- Pepper Ann – Mr. Carter, Olika röster
- Perfect Strangers – Olika roller (1986–1993)
- Piff och Puff – Räddningspatrullen – Oskar, Svinpäls, Professor Nimnul, Vårtan
- Pirater på mörka vatten – Skorian, Ioz
- Planet Sheen – Ultra Lord
- Powerpuffpinglorna – Fuzzy Lumpkins
- Project G.e.e.K.e.R. – Mister Moloch, Will Dragonn
- På kroken - Scientist #2
- Quack Pack – Olika röster
- Road Rovers – General Parvo
- Robot Chicken – Morton, Doctor, Lex Luthor
- Rockos moderna liv – Olika röster
- Rude Dog and the Dweebs – Satch
- Röster från andra sidan graven – Judge Vic "Leave 'Em Hanging" Johnson
- Saturday Night Live – Papa Smurf, Gargamel
- The Savage Dragon – Dragon
- Scooby Doo! Mysteriegänget – Captain Caveman
- The Secret Files of the Spy Dogs – Bald Spokesperson, Flea Leader, Von Rabie, Catastrophe
- Simpsons – Duncan the Horse
- Sonic the Hedgehog – Doctor Robotnik, SWATbots, Nasty Hyena member
- The Spectacular Spider-Man – Crusher Hogan
- Spindelmannen – Shocker, Chameleon
- Star Wars: The Clone Wars – Hondo Ohnaka
- The Super Hero Squad Show – Thanos
- Swat Kats – Mayor Manx, Feral's Sergeant
- The Sylvester and Tweety Mysteries – Moo Goo Guy Pan, Sam Ficus
- Taz-Mania – Taz, Buddy Boar, Bushwhacker Bob, Wendel T. Wolf
- Teenage Mutant Ninja Turtles – Shredder, Leatherhead, Genghis Frog, Dirk Savage, Dirtbag, Merlin, Drakus/Beserko, Doomquest
- Teen Titans – Master of Games, Wildebeest
- The Tick – Thrakkorzog, Barry Hubris, Stalingrad, Captain Decency, Mister Mental, Multiple Santa, Leonardo Da Vinci
- Timon och Pumbaa – Ed, Smolder the Bear, Pumbaa's Uncle Borris, Bruce the Blue Crab, Eddie the Pink Snake, Olika röster
- The Transformers – Afterburner, Rippersnapper
- Visionaries: Knights of the Magical Light – Witterquick & the Bearer of Knowledge
- Våran Scooby-Doo – Cyrus T. Buford, Crawdad Mike, Broderick Bosepheus
- Where's Waldo? - Berättaren
- Widget – Megabrain
- Wild West C.O.W.-Boys of Moo Mesa – Dakota Dude, Skull Duggery, Jack
- W.I.T.C.H. – Tridart, Harold Hale, Zacharias
- The New Woody Woodpecker Show – Olika röster
- Friends and Jose Adventure Riddles - Partom

### Filmroller
| År   | Filmtitel                                                 | Roll                                                                          |
| ---- | --------------------------------------------------------- | ----------------------------------------------------------------------------- |
| 1986 | Laputa – slottet i himlen                                 | General                                                                       |
| 1987 | The Garbage Pail Kids Movie                               | Greaser Greg, Nat Nerd                                                        |
| 1988 | Scooby-Doo och den motvillige varulven                    | Frankenstein/Skull Head/Gengis Kong                                           |
| 1988 | Vem satte dit Roger Rabbit                                | Bullet #2                                                                     |
| 1989 | Den lilla sjöjungfrun                                     | Olika röster                                                                  |
| 1990 | Raisins: Sold Out!: The California Raisins II             |                                                                               |
| 1992 | Boris and Natasha: The Movie                              | Microchip Narrator                                                            |
| 1992 | Aladdin                                                   | Razoul/Farouk                                                                 |
| 1994 | Cabin Boy                                                 | Cupcake                                                                       |
| 1994 | Jafars återkomst                                          | Razoul                                                                        |
| 1994 | Lejonkungen                                               | Flin, Scars sångröst                                                          |
| 1994 | Pagemaster – den magiska resan                            | Long John Silver                                                              |
| 1994 | Felidae                                                   | Kong                                                                          |
| 1995 | Mortal Kombat: The Journey Begins                         | Shang Tsung                                                                   |
| 1995 | Janne Långben – The Movie                                 | Petter                                                                        |
| 1995 | Pocahontas                                                | Hövding Powhatan (sång)/Kekata (sång)                                         |
| 1995 | Balto                                                     | Steele                                                                        |
| 1996 | Siegfried & Roy: Masters of the Impossible                | Olika röster                                                                  |
| 1996 | Aladdin och rövarnas konung                               | Razoul                                                                        |
| 1996 | Ed's Next Move                                            | Lee's Boyfriend, Raphael                                                      |
| 1996 | Änglahund 2                                               | Jingles                                                                       |
| 1996 | The Story of Santa Claus                                  | Mr. Minch                                                                     |
| 1996 | Ringaren i Notre Dame                                     | Guards/Gypsies                                                                |
| 1997 | Herkules                                                  | Nessus/Pot Maker/Tall Thebian/Elderly Thebian                                 |
| 1997 | Nalle Puh och jakten på Christoffer Robin                 | Nalle Puh/Skallesaurus                                                        |
| 1997 | Skönheten och Odjuret - Den förtrollade julen             | Olika röster                                                                  |
| 1997 | Anastasia                                                 | Rasputin (sångröst)                                                           |
| 1998 | Skönheten och Odjuret - Belles magiska värld              | Webster                                                                       |
| 1998 | The Brave Little Toaster Goes to Mars                     | Sångare                                                                       |
| 1998 | Små soldater                                              | Ocula                                                                         |
| 1998 | Pocahontas 2: Resan till en annan värld                   | King James/Chief Powhatan                                                     |
| 1998 | Rusty: A Dog's Tale                                       | Olika röster                                                                  |
| 1998 | Scooby-Doo på Zombieön                                    | Jacques/Morgan Månskära                                                       |
| 1998 | Antz                                                      | Olika röster                                                                  |
| 1998 | Lejonkungen II – Simbas skatt                             | Scar, Olika röster                                                            |
| 1998 | Babe – en gris kommer till stan                           | Pelikan                                                                       |
| 1999 | Tarzan                                                    | Olika röster                                                                  |
| 1999 | The Nuttiest Nutcracker                                   | Uncle Drosselmeier/Gramps                                                     |
| 1999 | Nalle Puh: Vännernas fest                                 | Nalle Puh, Tiger                                                              |
| 1999 | Musse Pigg och hans vänner firar jul                      | Petter/brevbärare                                                             |
| 2000 | Tigers film                                               | Tiger, Nalle Puh                                                              |
| 2000 | En extremt långbent film                                  | Petter                                                                        |
| 2000 | Vägen till El Dorado                                      | Hernán Cortés, Olika röster                                                   |
| 2000 | Aladdin and the Adventure of All Time                     | Olika röster                                                                  |
| 2000 | Titan A.E.                                                | Chowquin                                                                      |
| 2000 | Tweety's High-Flying Adventure                            | Taz, Rocky, Yosemite Sam, Cool Cat, Shropshire Slasher, Casino Cat, Policeman |
| 2000 | The Life & Adventures of Santa Claus                      | Old Santa Claus                                                               |
| 2000 | CatDog and the Great Parent Mystery                       | Cat                                                                           |
| 2001 | Lady och Lufsen II: Ludde på äventyr                      | Tony                                                                          |
| 2001 | Landet för länge sedan VII: Jakten på Himlastenen         | Sierra                                                                        |
| 2001 | Shrek                                                     | Captain of Guards                                                             |
| 2001 | Atlantis – En försvunnen värld                            | Olika röster                                                                  |
| 2001 | Jimmy Neutron: Underbarnet                                | Ultra Lord/Mission Control/General                                            |
| 2002 | Tillbaka till landet Ingenstans                           | Olika röster                                                                  |
| 2002 | Ringaren i Notre Dame II                                  | Archdeacon                                                                    |
| 2002 | Tom och Jerry - Den magiska ringen                        | Butch                                                                         |
| 2002 | Tarzan & Jane                                             | Tantor, Merkus                                                                |
| 2002 | Hos Musse: Skurkarna                                      | Zeke Varg, Kaa, Flin, Petter                                                  |
| 2002 | Nalle Puh - Jullovet                                      | Nalle Puh, Tiger                                                              |
| 2003 | De 101 dalmatinerna II - Tuffs äventyr i London           | Olika röster                                                                  |
| 2003 | Djungelboken 2                                            | Kaa, Hathi, M.C. Monkey                                                       |
| 2003 | Nasses stora film                                         | Nalle Puh, Tiger                                                              |
| 2003 | Sinbad: Legenden om de sju haven                          | Luca, Olika röster                                                            |
| 2004 | Comic Book: The Movie                                     | Dr. Cedric Perview                                                            |
| 2004 | Lejonkungen 3 – Hakuna Matata                             | Flin                                                                          |
| 2004 | Nalle Puh: Vårkul med Ru                                  | Nalle Puh, Tiger                                                              |
| 2004 | Jimmy Neutron: Win, Lose and Kaboom                       | Gen. Abercrombie, Brain #2, Mayor Quadar                                      |
| 2004 | Musse, Kalle och Långben: De tre musketörerna             | Petter                                                                        |
| 2004 | Musses jul i Ankeborg                                     | Blitzen                                                                       |
| 2005 | Puhs film om Heffaklumpen                                 | Nalle Puh, Tiger                                                              |
| 2005 | Puhs Heffaklump Halloween                                 | Nalle Puh, Tiger                                                              |
| 2006 | Disaster!                                                 | Harry Bottoms, Guy Kirk, Berättaren                                           |
| 2006 | Björnbröder 2                                             | Chilkoot, Bering                                                              |
| 2006 | Bah, Humduck! A Looney Tunes Christmas                    | Taz/Gossamer                                                                  |
| 2006 | Micke och Molle 2                                         | Waylon, Floyd, Olika röster                                                   |
| 2007 | Hellboy: Blood and Iron                                   | Tom Manning                                                                   |
| 2007 | TMNT                                                      | Olika röster                                                                  |
| 2007 | Bee Movie                                                 | Berättaren, Graduation Announcer                                              |
| 2007 | Mina vänner Tiger och Nalle Puh - Superdeckarnas julfilm  | Nalle Puh, Tiger                                                              |
| 2008 | Den lilla sjöjungfrun - Sagan om Ariel                    | Kung Triton, Shelbow                                                          |
| 2008 | Dead Space: Downfall                                      | Captain Mathius/Farum                                                         |
| 2008 | The Powerpuff Girls Rule!                                 | Fuzzy Lumpkins                                                                |
| 2009 | My Friends Tigger & Pooh: Tigger & Pooh And A Musical Too | Nalle Puh/Tiger/Bäver                                                         |
| 2009 | Bionicle: Legenden återuppstår                            | Ackar                                                                         |
| 2009 | Prinsessan och grodan                                     | Ray                                                                           |
| 2010 | My Friends Tigger & Pooh: Super Duper Super Sleuths       | Nalle Puh, Tiger                                                              |
| 2011 | Gnomeo och Julia                                          | Featherstone                                                                  |
| 2011 | The Little Engine That Could                              | Rusty                                                                         |
| 2011 | Nalle Puhs film – Nya äventyr i Sjumilaskogen             | Nalle Puh, Tiger                                                              |
| 2018 | Christoffer Robin & Nalle Puh                             | Nalle Puh, Tiger                                                              |

### Datorspelsroller
- Alpha Protocol - Conrad Marburg
- Animaniacs – Sig själv, Radio News
- Army Men-serien – Samtliga mansröster
- Baldur's Gate Series – Minsc, Firkraag, Gorion, Tazok, Abazigal, Gromnir Il-Khan, Demogorgon
- ClayFighter 63⅓ – Bad Mr. Frosty, Houngan, Sumo Santa
- Clive Barker's Jericho – Arnold Leach
- Crash Twinsanity - Skunk
- Disney's Magical Mirror Starring Mickey Mouse – Berättaren, Mysterious Ghost, "Spooky Voice", Handy Hand
- Epic Mickey – Petter
- Fallout – The Master, Set, Gizmo
- Icewind Dale – Arundel, Hrothgar, Olika röster
- Kingdom Hearts – Petter, Nalle Puh, Tiger, Ed, Judge Claude Frollo
- Kingdoms of Amalur: Reckoning – Gadflow
- Lara Croft and the Guardian of Light – Totec, Lara's Partner[2], Xolotl
- The Lost Vikings 2 – Olaf the Stout, Tomator
- Looney Tunes: Acme Arsenal – Taz
- Marvel Super Hero Squad: The Infinity Gauntlet – Thanos
- Marvel: Ultimate Alliance 2 – Thor
- Mass Effect 2 – Urdnot Wreav, Patriarch, Normandy crew member, Cerberus scientist
- Mickey's Speedway USA – Petter
- Nicktoons MLB - Ultra Lord
- Quest for Glory IV: Shadows of Darkness – Boris, Hans
- Splatterhouse – The Terror Mask.
- Spider-Man: Shattered Dimensions – Kraven the Hunter, Green Goblin, Tinkerer
- Teenage Mutant Ninja Turtles: Turtles in Time – Leatherhead, Shredder
- The Elder Scrolls V: Skyrim - Thadgeir, Olfrid Battle-Born, Vignar Gray-Mane, Logrulf the Willful, Festus Krex, Froki Whetted-Blade
- Toonstruck – Feedback, B.B. Wolf, Dough, Snout, Seedy, Warp
- Ys: Book I&II – Dalles World of Warcraft - Runas the Shamed, Lorewalker Cho, Havi

### Fotnoter
1. ↑  http://www.imdb.com/title/tt0116167/fullcredits
2. ↑  ”Arkiverade kopian”. Arkiverad från originalet den 10 juli 2011. https://web.archive.org/web/20110710173239/http://forums.eidosgames.com/LCGoLpodcasts/Podcast2_Audio.mp3. Läst 17 april 2012.